# Nikola-Tesla-Flughafen Belgrad

i7
i11
i13
Der Flughafen Nikola Tesla Belgrad (serbisch Аеродром Никола Тесла Београд Aerodrom Nikola Tesla Beograd, IATA-Code: BEG, ICAO-Code: LYBE) ist der größte Flughafen Serbiens. Der seit 2006 nach dem Physiker, Erfinder und Ingenieur Nikola Tesla benannte Flughafen ist das Drehkreuz der Air Serbia und eine Basis der Wizz Air und liegt im Gebiet der Opština Surčin westlich der Hauptstadt Belgrad. Das Unternehmen Belgrade Airport d.o.o. betreibt den Flughafen seit Ende Dezember 2018.

## Geschichte

### Anfänge des zivilen Flugverkehrs
Der erste (improvisierte) Flugplatz in Belgrad entstand im Jahre 1910 auf dem militärischen Übungsgelände Banjica. Auf ihr zeigten die Flugpioniere Simon, Maslenikov, Vidmar und Cermak ihr Können. Anfang 1912 wurde in Banjica während des damaligen Krieges gegen das Osmanische Reich der erste Hangar eröffnet. Entwickelt und geplant wurde er von Mihailo Mercep.
Serbien war eine der ersten Nationen, die die internationale Luftverkehrskonvention in Paris 1919 unterzeichnete. Es wurde ein Flughafen geplant, der in der Nähe Belgrads für den internationalen Flugverkehr Serbiens sorgen sollte. Die Fläche für diesen für die damaligen Verhältnisse riesigen Flughafen wurde bei der Stadt Pančevo gefunden.
Das erste Flugzeug mit internationaler Route kam aus Paris und landete am 15. März 1923 auf dem neu eröffneten Flughafen. Es war ein Flugzeug der Gesellschaft Compagnie franco-roumaine de navigation aérienne. Am 2. September desselben Jahres flog zum ersten Mal ein Flugzeug von Belgrad nach Bukarest einen Nachtflug. Bis zum Jahre 1926 starteten vom Belgrader Flughafen viele Flugzeuge verschiedenster Unternehmen auch in den Nahen und Fernen Osten.
Der internationale Flughafen, der sich im heutigen Belgrader Bezirk Novi Beograd befindet, wurde im März 1927 eröffnet. Von diesem Flughafen starteten auch erste Flugzeuge des nationalen serbischen Unternehmens Aeroput, das seinen Sitz dort hatte. Der Flughafen besaß damals vier Start- und Landebahnen von 1100 m bis 2900 m Länge. Der Kontrollturm wurde 1931 fertiggestellt und die Schlechtwetterbefeuerung der Pisten im Jahre 1936. 1941 wurde der Flughafen von den Wehrmacht besetzt und für eigene Zwecke verwendet. Im Laufe des Sommers 1944 wurde er darauf von den Alliierten bombardiert und im Oktober desselben Jahres wurden die restlichen noch intakten Objekte des Flughafens beim Rückzug der deutschen Truppen vollständig zerstört.

### Nach 1945
Nach dem Zweiten Weltkrieg wurde der Flughafen von 1944 bis 1945 vollständig instand gesetzt. Er wurde aber noch nicht für den öffentlichen Verkehr freigegeben, da er für Kriegsoperationen der sowjetischen und jugoslawischen Luftwaffe benutzt wurde und für den Transport von Hilfesendungen und Verletzten. 1947 wurde der öffentliche Betrieb wieder aufgenommen und für den Transport waren ab diesem Zeitpunkt die Unternehmen JAT und JUSTA verantwortlich. 1948 landete das erste Flugzeug eines westlichen Flugunternehmens.
Die zunehmende Zahl der internationalen Flugverbindungen verlangte eine Erneuerung und Vergrößerung des Flughafens, was aber auf dem damaligen Grundstück nicht möglich war. So musste ein neuer Flughafen gebaut werden. Die letzten Flüge vom alten Flughafen wurden wegen der langen Bauzeit des neuen Flughafens 1964 geflogen.

### Umzug nach Surčin
Der neue Flughafen wurde auf einem großen Plateau neben dem Dorf Surčin gebaut – 18 km vom Stadtzentrum entfernt. Es stellte sich heraus, dass die lange Suche nach einer geeigneten Position des neuen Flughafens erfolgreich war, da die Lage für Navigation, Meteorologie und den Verkehr geeignet war. Ein weiterer Vorteil war die geringe Bevölkerungsdichte in der Umgebung des neuen Flughafens.
Den ersten Entwurf des neuen Flughafens brachte der Architekt Nikola Dobrović. Doch dieser wurde im Endeffekt abgelehnt und der des Ingenieurs Miloš Lukić, der im Jahre 1957 fertiggestellt wurde, angenommen. Die Bauarbeiten begannen 1958 und dauerten bis zum 28. April 1962, als der damalige jugoslawische Präsident Josip Broz Tito feierlich den neuen Flughafen eröffnete.
Der neue Flughafen hat eine 3400 m lange Start- und Landebahn, ein ebenso langes Rollfeld, und bietet 16 Flugzeugen gleichzeitig einen Standplatz. Das Terminalgebäude hatte damals eine Fläche von 8000 m². Es wurde ein Duty-Free-Einkaufsbereich erbaut, und ein technischer Block mit einem Kontrollturm der alle Geschehnisse des Flughafens kontrollierte. Damals gehörten die technischen Navigations- und Funkgeräte des Flughafens zu den innovativsten der Welt, was dem Flughafen zu jener Zeit die Einteilung in die höchste Flughafenklasse der ICAO einbrachte.

### Gegenwart
Der Verband der europäischen Flughäfen (ACI Europe) gab in seinem Bericht für das erste Halbjahr 2014 bekannt, dass der Flughafen aufgrund der Zunahme der Passagierzahlen von 32 %, das bis Juli eine Million Passagiere betrug, der am zweitschnellsten wachsende Flughafen in Europa ist. Seit dem Anfang des Jahres wurden mehr als 2,5 Millionen Fluggäste registriert. In diesem Sommer wurden schon mehrmals Tagesrekorde geschlagen. Zum letzten Mal am 2. August, die 20.380 Passagiere an einem Tag betrug. Der Direktor des Flughafens Sasa Vlaisavljevic kündigte eine weitere Expansion und den Bau eines neuen Terminals an. Zurzeit sucht die serbische Regierung nach einem ausländischen Konzessionspartner um mehr Kapital für den weiteren Ausbau zur Verfügung zu stellen und die Konkurrenzfähigkeit des Flughafens zu erhöhen. Im Laufe des Jahres 2016 soll eine De-icing Plattform errichtet werden, zuvor wurde bereits ein neues Cargo-Tor eingeweiht.
Am 22. Dezember 2018 übernahm Vinci Airports über die Tochtergesellschaft Belgrade Airport d.o.o. den Betrieb des Flughafens, die Konzession hat eine Laufzeit von 25 Jahren. Vinci Airports verpflichtete sich dabei zum Ausbau des Flughafens. Unter anderem wurde eine zweite Start- und Landebahn errichtet. Diese liegt direkt neben der anderen Start- und Landebahn und wurde am 7. Juni 2023 eröffnet.

## Fluggesellschaften und Ziele
Der Flughafen Belgrad wird von 26 Fluggesellschaften angeflogen.
Am Flughafen Belgrad werden Flüge zu Zielen in Afrika, Asien, Europa und Nordamerika angeboten. Es werden zahlreiche Ziele im deutschsprachigen Raum angeflogen. Air Serbia fliegt nach Berlin, Düsseldorf, Frankfurt am Main, Hamburg, Hannover, Köln, Nürnberg, Salzburg, Stuttgart, Wien und Zürich. Wizz Air fliegt nach Berlin, Dortmund, Hamburg, Karlsruhe und Memmingen. Die Lufthansa fliegt nach Frankfurt und München. Austrian Airlines fliegt nach Wien, Swiss fliegt nach Zürich, während Eurowings nach Düsseldorf sowie Stuttgart fliegt.

## Zwischenfälle
- Am 20. Februar 1965 stürzte eine Douglas DC-3/C-47A-25-DK der jugoslawischen Jugoslovenski Aerotransport (JAT) (Luftfahrzeugkennzeichen YU-ACB) auf einem Trainingsflug vom Flughafen Belgrad aus in den Fluss Save. Alle 5 Besatzungsmitglieder, die einzigen Insassen auf dem Trainingsflug, kamen ums Leben.[10]

- Am 19. August 1996 kam es kurz nach dem Start einer Iljuschin Il-76T der russischen SPair (RA-76513) vom Flughafen Belgrad zu einem Totalausfall der Bordelektronik. Die Piloten kehrten um und kreisten zweieinhalb Stunden über dem Flughafen, wobei sie in der Dunkelheit und bei dichten Wolken mehrere Notlandungen versuchten. Die Maschine stürzte schließlich in ein Maisfeld und brannte aus, wobei alle 11 Insassen starben. Als Ursache wurde ermittelt, dass die Flugbesatzung vergessen hatte, den Spannungswandler (AC/DC) einzuschalten, sodass sich die Batterien vollständig entluden. Einem Bericht der New York Times zufolge sollte mit der Maschine ein illegaler Waffentransport nach Libyen unter Umgehung der UN-Sanktionen durchgeführt werden (siehe auch SPair-Flug 3601).[11]

## Verkehrsanbindung

### Straße
Der Flughafen liegt 12 km westlich vom Stadtzentrum. Am schnellsten ist er über die E 70 zu erreichen. Zudem führt die Straße Belgrad–Surčin zum Flughafen. Die Buslinie 72 des Belgrader Stadtverkehrs verkehrt ca. alle 30 Minuten zwischen dem Flughafen und dem Platz Zeleni Venac in der Nähe des Terazije. Der Bus 600 fährt zum Bahnhof Beograd Centar. Beide Busse sind seit 2025 kostenfrei. Der kostenpflichtige Minibus A1 fährt über den Savski Trg zum Platz Slavija.

### Schiene
Eine Bahnanbindung soll Ende 2026 fertig sein.

## Verkehrszahlen

### Statistik 2021
| Verkehrszahlen                      | Flugbewegungen | ±          | Fluggastaufkommen | ±          | Luftfracht (Tonnen) | ±          |
| ----------------------------------- | -------------- | ---------- | ----------------- | ---------- | ------------------- | ---------- |
| 2021                                | 48.842         | 00+45,27 % | 3.285.760         | 00+72,61 % | 14.736              | 00-17,00 % |
| Veränderungen gegenüber dem Vorjahr |                |            |                   |            |                     |            |

### Verkehrszahlen ab 2002
| Betriebsjahr | Fluggastaufkommen | Luftfracht [t] | Flugbewegungen |
| ------------ | ----------------- | -------------- | -------------- |
| 2002         | 1.621.798         | 6.827          | 28.872         |
| 2003         | 1.849.148         | 6.532          | 32.484         |
| 2004         | 2.045.282         | 8.946          | 36.416         |
| 2005         | 2.032.357         | 7.728          | 37.614         |
| 2006         | 2.222.445         | 8.200          | 42.360         |
| 2007         | 2.512.890         | 7.926          | 43.448         |
| 2008         | 2.650.048         | 8.129          | 44.454         |
| 2009         | 2.384.077         | 6.690          | 40.664         |
| 2010         | 2.698.730         | 7.427          | 44.160         |
| 2011         | 3.124.633         | 8.025          | 44.923         |
| 2012         | 3.363.919         | 7.253          | 44.990         |
| 2013         | 3.543.194         | 7.679          | 46.828         |
| 2014         | 4.638.577         | 10.222         | 58.695         |
| 2015         | 4.776.110         | 13.091         | 58.513         |
| 2016         | 4.924.992         | 13.939         | 58.633         |
| 2017         | 5.343.420         | 19.758         | 58.859         |
| 2018         | 5.641.105         | 20.065         | 56.178         |
| 2019         | 6.158.897         | 21.428         | 70.365         |
| 2020         | 1.903.540         | 17.754         | 33.622         |
| 2021         | 3.285.760         | 14.736         | 48.842         |
| 2022         | 5.610.000         |                | 65.644         |